# Todd Rogers (jogador de videogames)
Todd Rogers (Chicago, 1 de dezembro de 1964) é um jogador de videogames estadunidense de Brooksville, Flórida, que ganhou fama no início dos anos 80 por sua reivindicação de ter muitos recordes mundiais e por sua experiência em jogos da Activision. No entanto, descobriu-se que muitos de seus registros eram impossíveis ou não verificáveis e em 29 de janeiro de 2018, o Twin Galaxies removeu todas as suas pontuações de suas tabelas de classificação e baniu-o permanentemente. O Guinness World Records retirou seus recordes no dia seguinte.

## Carreira nos jogos
Rogers é reconhecido por ser o primeiro jogador de videogames profissional pago. Em 25 de julho de 1983, Walter Day fundou a Equipe Nacional de Videogames dos EUA e, em 1986, Rogers foi convidado a fazer parte da equipe.
Em 3 e 5 de outubro de 2008, Todd se juntou ao "Five Kings of Gaming" na Expo "E for All" no Los Angeles Convention Center para alimentar os sem-teto de Los Angeles.

## Recordes contestados
Vários dos recordes de Todd Rogers haviam sido examinados por serem aparentemente impossíveis ou sem provas suficientes. Conforme listado no quadro de líderes da Twin Galaxies até janeiro de 2018, o recorde de Rogers no jogo da Activision de 1980, Dragster, foi um tempo de 5,51 segundos desde 1982. Anteriormente, em 2012, Rogers foi premiado pelo Guinness World Record pelo recorde mundial mais duradouro para esse recorde. No entanto, um speedrunner chamado Eric "Omnigamer" Koziel desmontou o código do jogo e concluiu que o tempo mais rápido possível era de 5,57 segundos. Anteriormente, acreditava-se que a pontuação de Rogers havia sido verificada quando ele a fixou em 1982 por uma foto Polaroid enviada à Activision; no entanto, nenhuma cópia da foto existe hoje.
Antes de janeiro de 2018, vários outros escores de Todd Rogers foram individualmente contestados ou removidos também. Uma investigação mais rigorosa sobre as pontuações recordistas de Rogers começou quando youtubers enviaram análises de várias de suas pontuações contestadas. A pontuação de Rogers de 15 milhões de pontos no porte para NES de Donkey Kong foi removida da classificação da Twins Galaxies depois que foi contestada e um árbitro descobriu que as fitas de vídeo do talento estavam faltando ou inexistentes. O tempo de Rogers de 32.04 - que, por causa de uma mancha de café que tampou o verdadeiro número, 32.74, tornou-se impossível de ser alcançado - em Barnstorming foi removido da tabela de classificação da Twins Galaxies depois que foi descoberto que era impossível alcançar mesmo quando todos os obstáculos fossem removidos. Outras pontuações disputadas incluem Wabbit (onde ele teve uma pontuação registrada de 1.698, mas o jogo normalmente termina quando o jogador atinge 1.300 pontos e a pontuação só aumenta em incrementos de 5), Fathom (onde, baseado em pontuações verificadas de outros jogadores e tempos de jogo , seu recorde reivindicado teria tomado mais de 325 horas de jogo para conseguir) e Centipede no Atari 5200, pelo qual ele reivindicou uma pontuação de exatamente 65.000.000 com a segunda melhor pontuação sendo 58.078.
Em 29 de janeiro de 2018, na sequência de muitas disputas sendo levantadas e várias pontuações sendo provadas impossíveis, o site decidiu remover todas as suas pontuações e bani-lo completamente. Eles notificaram o Guinness World Records sobre sua decisão. No dia seguinte, a Guinness retirou todos os recordes de Rogers.